# Sinfonía n.º 1 (Prokófiev)

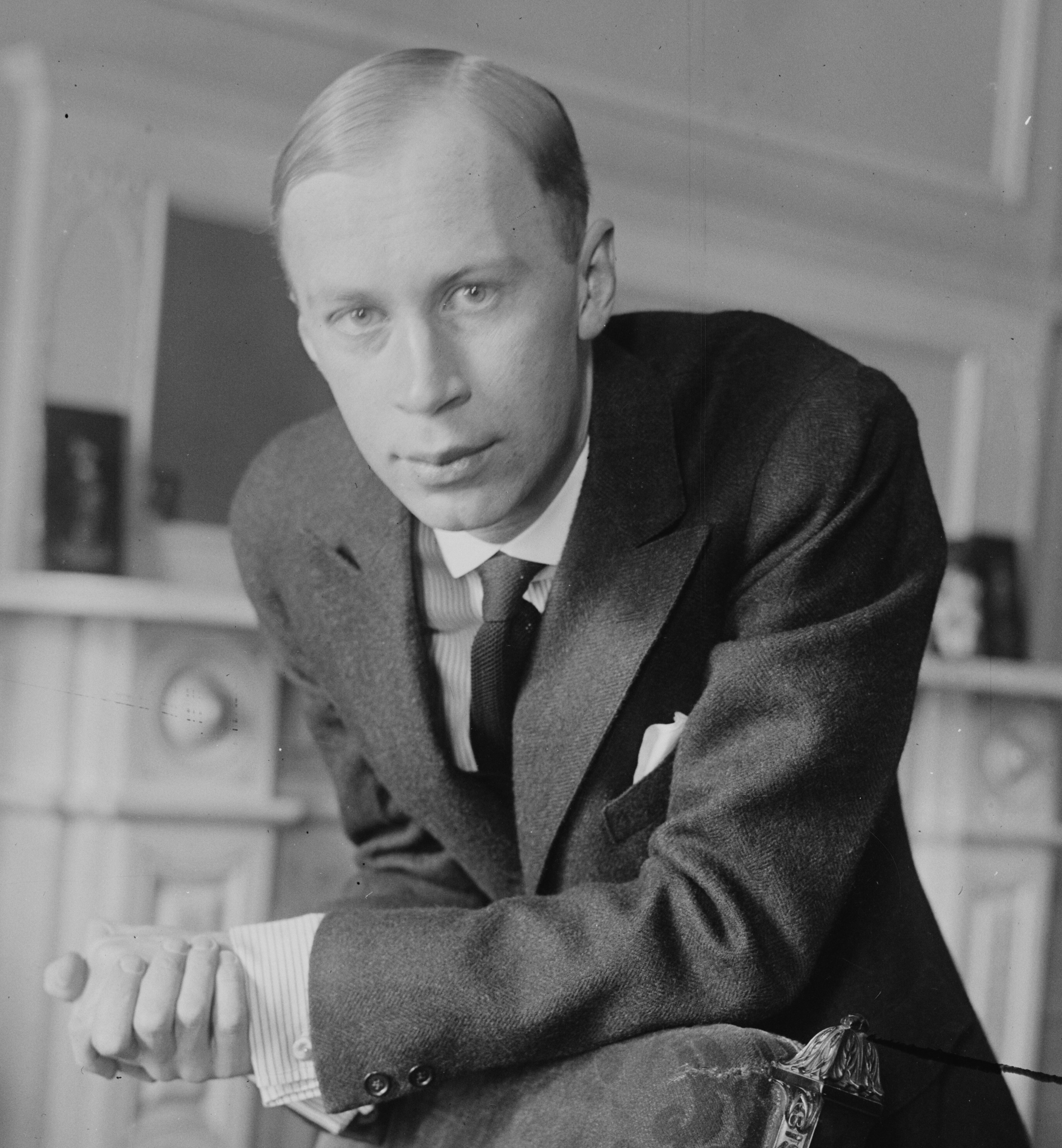
Prokófiev en 1918.

La Sinfonía n.º 1 en re mayor, Op. 25, también conocida como "Sinfonía Clásica" o en ruso "Классическая симфония", fue compuesta por Serguéi Prokófiev entre 1916 y 1917.

## Historia

### Composición
La composición de este opus se inició en 1916, si bien escribió su mayor parte en 1917 y la acabó el 20 de septiembre de ese año. Representa el primer esfuerzo maduro del compositor en un género al que volvió una y otra vez durante el resto de su carrera. Trabajó en esta obra casi al mismo tiempo que el Concierto para violín n.º 1 durante unas vacaciones en el campo. Como ha sugerido pícaramente un profesor moscovita, su tardío ejercicio de graduación para escribir una sinfonía "clásica" ortodoxa. Aunque al parecer una primera versión del tercer movimiento, la Gavotte, se compuso antes de su graduación, no fue hasta después de la Revolución de febrero de 1917 cuando finalmente completó su Sinfonía n.º 1. Se trataba, en parte, de un ejercicio de escritura musical alejada del piano para intentar descubrir "colores orquestales más transparentes". El maestro ruso al ser un consumado pianista, solía componer para teclado. Prokófiev se graduó en el Conservatorio de San Petersburgo en 1914, donde había estudiado dirección de orquesta con Nikolái Cherepnín. Cherepnín sentía un especial entusiasmo por compositores clásicos de finales del siglo XVIII, como Mozart y Haydn, en una época en la que apenas se interpretaba a Haydn. Durante sus clases de dirección, Cherepnín se sentaba junto a Prokófiev para señalar las virtudes de sus partituras: "¡Escuchen ese pequeño y delicioso fagot!" Prokófiev, que por aquel entonces era un entusiasta de las febriles armonías de Aleksandr Skriabin, encontró una revelación en el estilo limpio y ordenado de los compositores clásicos y en su orquestación económica pero picante.
Prokófiev le asignó el apelativo "Clásica" que puede resultar anacrónico ya que el propio compositor era una figura destacada de la vanguardia rusa en las primeras décadas del siglo XX. Pero es especialmente acertado con respecto a varias de sus características. Prokófiev intentó emular el estilo composicional de Joseph Haydn, aunque cambió parte de la estructura de la sinfonía para reflejar las prácticas cambiantes en composición. De hecho esta sinfonía es considerada como una de las primeras obras pertenecientes al Neoclasicismo musical del siglo XX.  La idea fue parcialmente inspirada por los estudios de dirección en el Conservatorio de San Petersburgo, con el profesor Cherepnín que preparó a sus pupilos para dirigir a Haydn. En realidad no tomó parte de piezas de Haydn para la obra.  El erudito R.D. Darell ha sugerido que el compositor pudo haberlo elegido el nombre en parte para describir el carácter de la obra, en parte porque esperaba que la obra se convertiría algún día en un clásico, y en parte por pura picardía dirigida a los críticos. Respecto a esto último, Prokófiev escribió que pretendía "provocar a los gansos" al bautizar su sinfonía como "Clásica".

### Estreno y publicación
El estreno se celebró el 21 de abril de 1918 en Petrogrado, con la interpretación de la Antigua Orquesta de la Corte bajo la dirección del propio compositor. Anatolij Lunačarskij, Comisario de Educación, felicitó calurosamente al músico que aprovechó, a los pocos días, para pedirle un visado para ir a Estados Unidos. El 7 de mayo el músico partió hacia Nueva York.
La primera edición de esta obra fue llevada a cabo por la editorial Editions Russes de Musique entre 1921 y 1922 en París, que publicó la reducción para piano así como las partes separadas. En 1925 se publicó la partitura orquestal completa.

## Instrumentación
La partitura está escrita para una orquesta formada por:
- Viento madera: 2 flautas, 2 oboes, 2 clarinetes, 2 fagotes.
- Viento metal: 2 trompas, 2 trompetas.
- Percusión: timbales.
- Cuerda: una sección de cuerdas con violines I y II, violas, violonchelos y contrabajos.

Se trata de una orquestación típica del Clasicismo.

## Estructura y análisis
La sinfonía consta de cuatro movimientos:
- I. Allegro, en re mayor 2
2
- II. Larghetto, en la mayor 3
4
- III. Gavotta. Non troppo allegro, en re mayor 4
4
- IV. Finale. Molto vivace, en re mayor 2
2

La interpretación de esta obra dura aproximadamente 15 minutos. Presenta una estructura convencional de cuatro movimientos, con dos movimientos exteriores rápidos (Allegro y Vivace, respectivamente), un movimiento lento (Larghetto) y uno inspirado en una danza estilizada (Gavotte). Sus texturas son económicas, su partitura apropiada para una orquesta de finales del siglo XVIII o principios del XIX y tiene un carácter decididamente desenfadado, incluso humorístico, muy en el espíritu de las sinfonías de Haydn. Aunque la sinfonía es a veces marcadamente disonante, mantiene una firme base tonal. Ciertamente, el modelo "clásico" se estira en el lenguaje armónico de la obra, marcado por las cadencias ambiguas características de Prokófiev y los cambios repentinos entre centros tonales. A pesar de lo que sugiere su título, la Sinfonía Clásica no es realmente neoclásica en la línea de las obras contemporáneas de Stravinsky, sino más bien una obra de elegante simplicidad que evoca el espíritu del alto Clasicismo vienés filtrado a través de las sensibilidades más aventureras del propio lenguaje musical de Prokófiev. Prokófiev descubrió una gracia balletística muy distinta a la de su galopante primer intento de ballet, Ala i Lolli, abandonado en 1915. El compositor adereza estas convenciones con sus propios toques, haciendo juegos de manos armónicos con cambios repentinos a tonalidades extrañas -como las perspectivas antinaturales de un dibujo de Escher. Sin embargo, es la frescura, la concisión y la alegría de vivir no forzada de la música lo que ha hecho del entrañable pastiche que Prokófiev hace del estilo de Haydn un favorito duradero.

### I.Allegro
El primer movimiento, Allegro, está escrito en la tonalidad de re mayor y en compás alla breve. Hace honor a su nombre adoptando una forma sonata-allegro al estilo de los libros de texto, con sus secciones de exposición y desarrollo claramente puntuadas, seguidas de la recapitulación. El primer tema es típicamente dieciochesco y el segundo tema tiene aspectos burlescos, marcados por el staccato del fagot. El desarrollo, sin embargo, no tiene en absoluto las connotaciones clásicas de la forma sonata, ya que Prokófiev modula con naturalidad de una tonalidad a otra y pasa de re menor a un inusual la bemol mayor.

### II.Larghetto
El segundo movimiento, Larghetto, está en la mayor y en compás de 3/4. Responde a una forma ternaria ya que está dividido en tres secciones que siguen el patrón ABA. Sustituye el habitual tercer movimiento de minueto y trío por una gavota de estilo mozartiano, si bien su ritmo ternario lo asemeja al minueto. La sección de trío adquiere un sabor pastoral gracias a su bordón de estilo musette. El tema principal es una elegante melodía que es expuesto por los violines alcanzando las notas más agudas del instrumento. La parte rítmica es decididamente típica de Prokófiev, en especial el insistente acompañamiento del fagot.

### III.Gavotta. Non troppo allegro
El tercer movimiento, Gavotta. Non troppo allegro, está de nuevo en re mayor y en compás de 4/4. Se trata de una pieza breve y estilizada, muy agradable, que se caracteriza por inusuales saltos de octava.

### IV.Finale. Molto vivace
El cuarto y último movimiento, Finale. Molto vivace, retoma la tonalidad inicial y el ritmo alla breve. Estructuralmente mezcla la forma sonata con el rondó (ABACAD...). Como la mayoría de los Finales clásicos, es exuberante, emocionante y poderoso. Al animado primer tema, enriquecido con arpegios y pasajes rápidos. Le sigue el segundo tema, que es confiado principalmente a las maderas. Un tercer tema recuerda una alegre melodía folclórica rusa. Un rápido desarrollo conduce a la conclusión de una composición pegadiza, pero en absoluto sencilla, llena de novedades armónicas, sonoridades chispeantes, ingenio e ironía.

## Recepción de la obra
La sinfonía recibió una cálida acogida tanto en Rusia como en el extranjero y sigue siendo una de las obras del compositor programadas con más frecuencia. No obstante, la actitud de Prokófiev hacia ella siguió siendo ambigua, ya que osciló entre el desdén y la defensa. Es una de las piezas más populares y accesibles del compositor.

## Discografía selecta
| Año  | Dirección               | Orquesta                                                        | Discográfica          | Formato |
| ---- | ----------------------- | --------------------------------------------------------------- | --------------------- | ------- |
| 1929 | Serguéi Kusevitski      | Orquesta Sinfónica de Boston                                    | RCA Victor / Pearl    | CD      |
| 1951 | Arturo Toscanini        | Orquesta Sinfónica de la NBC                                    | RCA Victor            | CD      |
| 1954 | Jean Martinon           | Orquesta Nacional de Francia                                    | Vox                   | CD      |
| 1965 | Herbert von Karajan     | Orquesta Filarmónica de Berlín                                  | DG                    | CD      |
| 1968 | Leonard Bernstein       | Orquesta Filarmónica de Nueva York                              | Columbia              | CD      |
| 1974 | Walter Weller           | Orquesta Sinfónica de Londres                                   | Decca                 | CD      |
| 1974 | Vladímir Ashkenazi      | Orquesta Sinfónica de Londres                                   | Decca                 | CD      |
| 1978 | André Previn            | Orquesta Sinfónica de Londres                                   | EMI Classics          | CD      |
| 1978 | Zdeněk Košler           | Orquesta Filarmónica Checa                                      | Supraphon             | CD      |
| 1982 | Georg Solti             | Orquesta Sinfónica de Chicago                                   | Decca                 | CD      |
| 1985 | Neeme Järvi             | Royal Scottish National Orchestra                               | Chandos               | CD      |
| 1985 | Lorin Maazel            | Orquesta Nacional de Francia                                    | CBS Masterworks       | CD      |
| 1987 | (nadie)                 | Orquesta de Cámara Orpheus                                      | DG                    | CD      |
| 1968 | Guennadi Rozhdéstvenski | Orquesta Sinfónica de Radio Moscú                               |                       | LP      |
| 1988 | Sergiu Celibidache      | Orquesta Filarmónica de Múnich                                  | Warner Classics       | CD      |
| 1988 | Mstislav Rostropóvich   | Orquesta Nacional de Francia                                    | Erato                 | CD      |
| 1989 | Seiji Ozawa             | Orquesta Filarmónica de Berlín                                  | DG                    | CD      |
| 1989 | Claudio Abbado          | Orquesta de Cámara de Europa                                    | DG                    | CD      |
| 1990 | Riccardo Muti           | Orquesta de Filadelfia                                          | Philips Classics      | CD      |
| 1990 | Nikolay Tiomkin         | Orquesta del Estado Soviético                                   | Discover The Classics | CD      |
| 1994 | Ravil Martynov          | Orquesta Sinfónica Estatal de San Petersburgo                   | Sony                  | CD      |
| 1994 | James Levine            | Orquesta Sinfónica de Chicago                                   | DG                    | CD      |
| 1995 | Theodore Kuchar         | Orquesta Sinfónica Nacional de Ucrania                          | Naxos                 | CD      |
| 2004 | Valeri Guérguiyev       | Orquesta Sinfónica de Londres                                   | Philips               | CD      |
| 2014 | Kirill Karabits         | Orquesta Sinfónica de Bournemouth                               | Onyx Classics         | CD      |
|      | Guennadi Rozhdéstvenski | Orquesta Sinfónica Estatal del Ministerio de Cultura de la URSS | Melodiya/Quintessence | CD/LP   |